# Heliocontia concordens
Heliocontia concordens là một loài bướm đêm trong họ Noctuidae.